# Joseph Curtillet
Pour les articles homonymes, voir Curtillet.
Joseph Curtillet, né le 11 août 1863 à Lyon et mort le 11 février 1927 à Alger est un anatomiste et chirurgien orthopédiste universitaire français.
Il obtient son doctorat en médecine en 1891 à la faculté de médecine de Lyon , avec une thèse consacrée au décollement traumatique des épiphyses. Quatre ans plus tard, il est nommé professeur agrégé de chirurgie dans cette ville.
Il est, en 1913, le premier doyen de la faculté mixte de médecine et de pharmacie d'Alger fondée en 1909. Il y enseigne la chirurgie infantile et orthopédique.
Joseph Curtillet a été aussi le fondateur et directeur de la revue médicale Bulletin médical de l'Algérie.